# Canis lupus alces
Canis lupus alces is een uitgestorven ondersoort van de wolf die leefde op het schiereiland Kenai in het zuiden van Alaska. Er wordt van deze uitgestorven ondersoort gezegd dat hij 210 centimeter lang en 110 centimeter hoog kon worden. De soort kon negentig kilogram wegen. Dit formaat kwam de ondersoort ten goede in de jacht op voornamelijk elanden die over het schiereiland zwierven. De ondersoort werd in 1944 door Edward Goldman geklasseerd als een van de vier ondersoorten in Alaska.
In de huidige wolvenpopulatie op het schiereiland is er geen genetische gelijkenis met de oorspronkelijke ondersoort. Dit heeft geresulteerd in de classificatie van de ondersoort als uitgestorven.